# Der Staatsanwalt hat das Wort: Auf der Rennbahn
Auf der Rennbahn ist ein deutscher Fernsehfilm von Ursula Reinhold aus dem Jahr 1969. Das kriminologische Fernsehspiel erschien als 13. Folge der Filmreihe Der Staatsanwalt hat das Wort.

## Handlung
Freddy Schanz gilt als fleißiger und vorbildlicher Arbeiter in der Brigade und lebt eigentlich mitten in der Gesellschaft. Nur sein Kummer im privaten Umfeld macht ihm zu schaffen, zumal er versucht, diesen Konflikt in Bier und Schnaps ertränken zu können. Der junge Praktikant Thilo Callenberg ist bereit, ihm zu helfen, findet aber keinen Weg, seinen Kumpel auf den richtigen Weg zurückzubringen. Und der Brigadier, der beide trinkenderweise auf der Baustelle antrifft, trägt mit seiner Bemerkung „Lasst euch nach Feierabend bis zum Eichstrich volllaufen, von mir aus…“ wahrlich nicht zur Problemlösung bei. Schließlich lassen sich Freddy und Thilo noch zu einem schweren Gewaltdelikt hinreißen.

## Produktion
Auf der Rennbahn entstand 1969  im Zuständigkeitsbereich des DDR-Fernsehfunks, Bereich Dramatische Kunst.
Szenenbild: Heinz-Helmut Bruder; Dramaturgie: Käthe Riemann; Kommentar: Peter Przybylski. 
Das Filmmaterial ist verschollen.